# Sthenolepis spinosa
Sthenolepis spinosa är en ringmaskart. Sthenolepis spinosa ingår i släktet Sthenolepis och familjen Sigalionidae. Utöver nominatformen finns också underarten S. s. asiatica.